# A fost regăsită compania a 7-a!
A fost regăsită compania a 7-a! (în franceză On a retrouvé la septième compagnie) este un film francez de comedie din 1975, regizat de Robert Lamoureux. Este continuarea filmului Unde este compania a 7-a? (1973).

## Rezumat
Acest film prezintă continuarea aventurilor celor trei soldați francezi care s-au pierdut de compania a 7-a de transmisiuni, din care făceau parte, în urma dezastrului din iunie 1940: Tassin, Chaudard și Pithiviers scapă de nemți și sunt găsiți în izmene de către mama Crouzy care le dă uniforme de ofițeri francezi. Cei trei eroi sunt din nou arestați și duși într-un castel unde este ținut prizonier o mare parte din statul major al Armatei  Franceze. Cei trei soldați, considerați ofițeri ca urmare a uniformelor pe care le purtau, sunt pe punctul de a-i face să scape pe toți ofițerii din statul major francez dar, din păcate, numai ei reușesc să fie liberi în timp ce restul ofițerilor sunt obligați să se întoarcă în castel după prăbușirea tavanului pe ușa de la pivniță. Urmează o mică serie de evadări petrecute de fiecare dată sub ochii mirați ai superiorului lor, căpitanul Dumont, care nu înțelege cum reușesc acești trei imbecili să evadeze de fiecare dată.

## Distribuție
- Jean Lefebvre - soldatul Pithiviers
- Pierre Mondy - sergentul-șef Chaudard
- Henri Guybet - soldatul Tassin
- Robert Lamoureux - colonelul Blanchet
- Pierre Tornade - căpitanul Dumont
- Erik Colin - locotenentul Duvauchel
- Bernard Dhéran - colonelul Voisin
- Jacques Monod - Panadon
- René Bouloc
- Robert Dalban - un general
- Jean Rougerie - ofițerul german jucător de șah
- Hubert Deschamps - farmacistul
- Gerd Ammann - adjutantul Fridem
- Marc Ariche
- Nadia Barentin
- Jerry Brouwer
- François Cadin - Bolatin
- Bernard Charlan - locotenentul Piquet
- Gino Da Ronch
- Daniel Delprat
- Paul Bisciglia - Claumachet
- Suzanne Grey
- Bernard Lajarrige - artificierul
- Paul Mercey
- Michel Modo - soldatul "groupir"
- Jackie Sardou - doamna Crouzy
- Robert Rollis - Cornebu
- Herbert Fiala - ofițerul din convoi
- Marcel Gassouk
- Alexandre Grecq - pilotul
- Jean-Jacques Moreau
- Franz Sauer - Von Stroheim
- Maurice Travail - comandantul Blin
- Jean-Pierre Zola

## Producție
- Henri Guybet, care a obținut primul său rol important, l-a înlocuit pe Aldo Maccione.
- Pentru scena traversării râului, Robert Lamoureux nu a putut să reconstitue scena în studio și a trebuit să o filmeze în plină iarnă în apele aproape înghețate ale râului Epte; el a pus cabluri sub apă pentru ca cei trei soldați să se țină de el și să meargă mai departe.
- Ulterior se va realiza și o nouă continuare, Compania a 7-a sub clar de lună, al treilea și ultimul film din trilogia companiei a șaptea.
- Filmul a fost turnat parțial la castelul Vigny. Alte scene au fost filmate la Jouy-le-Moutier, în împrejurimile localităților Gasny (scena traversării râului), Cormeilles-en-Parisis (scenele din subteran) și Santenoge (scenele din tren).
- Pasajul secret din spatele tapițeriei folosit de protagoniști pentru a ieși din castel nu există în realitate.
- Filmul face parte dintr-o trilogie:

– 1973 : Unde este compania a 7-a? de Robert Lamoureux;
– 1975 : A fost regăsită compania a 7-a!  de Robert Lamoureux;
– 1977 : Compania a 7-a sub clar de lună de Robert Lamoureux.

## Recepție
- Ca și primul film din trilogie, filmul A fost regăsită compania a 7-a! a fost al 3-lea film francez din 1975 după numărul de spectatori (3.740.209) care l-au vizionat în cinematografele din Franța.

## Citate
Pithiviers : « Dacă l-aș cunoaște pe idiotul care a făcut podul să sară în aer!!! ».
Colonelul Blanchet (Robert Lamoureux) : « Deci firul verde pe butonul verde și firul roșu pe butonul roșu ».
Soldatul german (Michel Modo) : « Groupir! Trebuie să rămâneți groupir! ».